# تورية كاليفورنية
تورية كاليفورنية (الاسم العلمي:Torreya californica) هي نوع من النباتات تتبع جنس التورية من الفصيلة الطقسوسية. يعتبر هذا النبات من أشجار زينة وينتشر في أشجار جنوب غرب الولايات المتحدة. وهو من الأنواع الغير المحصنة. سمي هذا النوع نسبةً إلى ولاية كاليفورنيا في الولايات المتحدة الأمريكية.